# 泰尔德盖姆
泰尔德盖姆（法語：Terdeghem，法語發音：[tɛʁdəɡɛm]）是法国上法兰西大区北部省的一个市镇，属于敦刻尔克区。

## 地理
泰尔德盖姆（50°47'55"N, 2°32'24"E）面积8.82 平方千米，位于法国上法蘭西大區北部省，该省份为法国最北部的省份及最长的省份，西北濒北海，西接加来海峡省，南至埃纳省和索姆省，东与比利时接壤。
与泰尔德盖姆接壤的市镇（或旧市镇、城区）包括：卡塞勒、埃克、圣玛丽卡佩勒、圣西尔韦斯特-卡佩勒、斯滕福德。

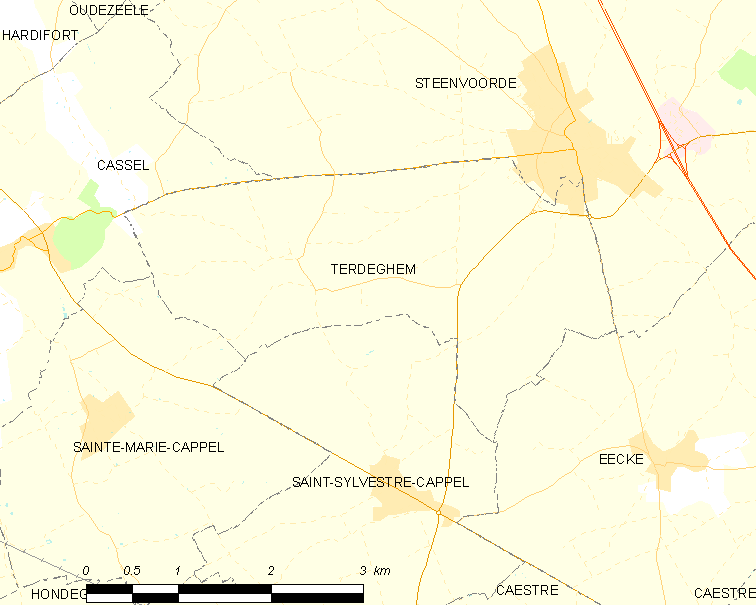
泰尔德盖姆的OSM定位图

泰尔德盖姆的时区为UTC+01:00、UTC+02:00（夏令时）。

## 行政
泰尔德盖姆的邮政编码为59114，INSEE市镇编码为59587。

## 政治
泰尔德盖姆所属的省级选区为沃尔穆特县。

## 人口

1962-2008年间泰尔德盖姆人口变化图示

泰尔德盖姆于2022年1月1日时的人口数量为518人。